# C3TV
C3TV는 1997년 기독교인터넷방송으로 설립된 기독교 방송국이었다. 2009년 5월에 Good TV가 되었다.